# Josefina Castellví i Piulachs
Josefina Castellví i Piulachs (Barcelona, 1 de juliol de 1935) és una oceanògrafa catalana, especialista en microbiologia marina.

## Biografia
Va néixer durant la República, un any abans de l'esclat de la Guerra Civil espanyola. Filla d'un metge i d'una mestressa de casa, estudià a l'Institut Montserrat. Es llicencià en Biologia a la Universitat de Barcelona el 1957 i aleshores marxà a França, on el 1960 s'especialitzà en oceanografia i va fer alguns cursos pràctics a la Sorbona. Es doctorà en ciències biològiques per la Universitat de Barcelona el 1969. Des del 1960 treballa a l'Institut d'Investigacions Pesqueres (des de 1987 anomenat Institut de Ciències del Mar) del Consell Superior d'Investigacions Científiques, del qual ha estat directora els anys 1994-1995 i delegada a Catalunya.
Fou pionera de la presència catalana a l'Antàrtida i el 1984 va ser la primera dona de l'estat espanyol a participar en una expedició internacional a l'Antàrtida col·laborant, d'una manera rellevant, en l'organització de la recerca juntament amb Antoni Ballester i Nolla. I va dirigir la instal·lació de la Base Antàrtica Espanyola Joan Carles I a l'illa Livingston, de la qual fou cap del 1989 al 1997. Tot plegat va propiciar que Espanya entrés com a membre del tractat Antàrtic (1988). A la península Hurd de l'illa Livingston, prop d'on van instal·lar la base Antàrtica, es troba el pic Castellví, nomenat així en honor seu.
El 1994 va rebre la Medalla d'Or de la Ciutat de Barcelona i el 2003 va rebre la Creu de Sant Jordi. El 2007 va ser l'encarregada de realitzar el pregó de les Festes de la Mercè, amb un discurs en què va reivindicar una Barcelona més propera al mar. Des del 2010 és la presidenta de la Universitat d'Estiu d'Andorra. És vicepresidenta del Consell Assessor per al Desenvolupament Sostenible de Catalunya.
El 8 d'octubre de 2013, va guanyar el Premi de Cultura de la Generalitat de Catalunya i el 13 de maig de 2014 va ser nomenada catalana de l'any. El 5 de març de 2015 va rebre la Medalla August Pi i Sunyer de la Facultat de Medicina de la UB, en el marc de la commemoració del Dia Internacional de les Dones. La investigadora Josefina Castellví és la primera dona que rep aquesta distinció. L'any 2016 se li va atorgar la Medalla d'Honor de la Xarxa Vives d'Universitats. El juliol de 2019 l'Institut de Ciències del Mar li va retre un homenatge, amb la descoberta d'una placa commemorativa de l'Aula Pepita Castellví.

## Obres
- Yo he vivido en la Antártida (1996)
- Ecología marina (1967)
- El paper que juguen els oceans en l'equilibri del planeta Terra (2005)

## Llegat
Ha publicat més de setanta treballs científics i ha participat en trenta-sis campanyes oceanogràfiques. Va ser votada en un procés participatiu realitzat al març del 2010 a Palafrugell de dones que mereixen un carrer. El març de 2018 un institut públic de Viladecans canvia oficialment el seu nom a Institut Josefina Castellví i Piulachs en reconeixement de la seva carrera. El juny de 2024 es va fer públic que la Biblioteca de Bon Pastor de Barcelona també duria el seu nom.

## Premis
- Premi Proèmula 1994 a la dona directiva de l'any.[15]
- Medalla d'Or al Mèrit Científic de l'Ajuntament de Barcelona (1995).
- Medalla "Narcís Monturiol" al Mèrit Científic i Tecnològicde la Generalitat de Catalunya, (1996).
- Dama de Goya de la Asociación Española Amigos de Goya (1997).
- Premi Fundació Imhotep-Creu Blanca (1998).
- Premi Nacional 1998 de la Sociedad Geográfica Española.
- Encomienda al Mérito Civil (2002).
- Creu de Sant Jordi de la Generalitat de Catalunya (2003).
- Premi Medi Ambient 2003 de la Companyia Nacional Suïssa.
- Premi Esteva Bassols: "Senyora de Barcelona" (2005).
- Catalana de l'any 2013. Guardó que atorga El Periódico de Catalunya des de l'any 2000 a una personalitat destacada de la societat catalana. Els lectors del diari proposen els candidats i són els encarregats de decidir-ne el guanyador.
- Medalla August Pi i Sunyer (2015).
- Medalla d'Honor de la Xarxa Vives d'Universitats (2016).

## Filmografia
- Els records glaçats (2013).[16] Documental del director i guionista: Albert Solé. Nominat al 2014 al Gaudí a la millor pel·lícula documental.[17][18]